# باتي لوبون
باتي لوبون (بالإنجليزية: Patti LuPone)‏ هي مغنية وممثلة أمريكية، ولدت في 21 أبريل 1949 في الولايات المتحدة. بدأت مشوارها المهني سنة 1970، ومن الجوائز التي نالتها جائزة توني عن فئة أفضل ممثلة في مسرحية موسيقية ‏ سنة 1980 وجائزة توني عن فئة أفضل ممثلة في مسرحية موسيقية ‏ سنة 2008 وOnline Film Critics Society Award for Best Ensemble ‏ سنة 2000 وجائزة جرامي لأفضل ألبوم كلاسيكي ‏ سنة 2008 وجائزة منضدة الدراما  للممثلة البارزة في مسرحية موسيقية ‏ سنة 1980 وجائزة منضدة الدراما  للممثلة البارزة في مسرحية موسيقية ‏ سنة 1988 وجائزة منضدة الدراما  للممثلة البارزة في مسرحية موسيقية ‏ سنة 2008 وFlorida Film Critics Circle Award for Best Cast ‏ سنة 2000 وجائزة جرامي لأفضل تسجيل أوبرا ‏ سنة 2008 وجائزة لورانس أوليفييه لأفضل ممثلة في فيلم موسيقي ‏ سنة 1985 وNational Board of Review Award for Best Cast ‏ سنة 2000.

## أعمال

### أفلام
- (1985) الشاهد[11]
- (1989) توصيل الآنسة دايزي[12]
- (2013) باركر[13][14]

### مسلسلات
- بيني دريدفول
- يشير إلى

## جوائز وترشيحات
جوائز
- جائزة توني عن فئة أفضل ممثلة في مسرحية موسيقية [الإنجليزية]‏ (1980)
- جائزة توني عن فئة أفضل ممثلة في مسرحية موسيقية [الإنجليزية]‏ (2008)
- Online Film Critics Society Award for Best Ensemble [الإنجليزية]‏ (2000)
- جائزة جرامي لأفضل ألبوم كلاسيكي [الإنجليزية]‏ (2008)
- جائزة منضدة الدراما  للممثلة البارزة في مسرحية موسيقية [الإنجليزية]‏ (1980)
- جائزة منضدة الدراما  للممثلة البارزة في مسرحية موسيقية [الإنجليزية]‏ (1988)
- جائزة منضدة الدراما  للممثلة البارزة في مسرحية موسيقية [الإنجليزية]‏ (2008)
- Florida Film Critics Circle Award for Best Cast [الإنجليزية]‏ (2000)
- جائزة جرامي لأفضل تسجيل أوبرا [الإنجليزية]‏ (2008)
- جائزة لورانس أوليفييه لأفضل ممثلة في فيلم موسيقي [الإنجليزية]‏ (1985)
- National Board of Review Award for Best Cast [الإنجليزية]‏ (2000)

ترشيحات
- جائزة توني عن فئة أفضل ممثلة في مسرحية موسيقية [الإنجليزية]‏ (1988)
- جائزة توني عن فئة أفضل ممثلة في مسرحية موسيقية [الإنجليزية]‏ (2006)
- جائزة توني لأفضل ممثلة في مسرحية موسيقية [الإنجليزية]‏ (1976)
- جائزة توني لأفضل ممثلة في مسرحية موسيقية [الإنجليزية]‏ (2011)
- جائزة الإيمي برايم تايم للأداء المتميز لممثلة ضيفة في مسلسل كوميدي [الإنجليزية]‏، عن عمل: فرايجر (1998)
- جائزة منضدة الدراما  للممثلة البارزة في مسرحية موسيقية [الإنجليزية]‏ (1976)
- جائزة منضدة الدراما  للممثلة البارزة في مسرحية موسيقية [الإنجليزية]‏ (2006)
- Drama Desk Award for Outstanding Featured Actress in a Musical [الإنجليزية]‏ (2011)
- Drama Desk Award for Outstanding Featured Actress in a Play [الإنجليزية]‏ (1998)
- جائزة لورانس أوليفييه لأفضل ممثلة في فيلم موسيقي [الإنجليزية]‏ (1994)

## وصلات خارجية
- باتي لوبون على موقع IMDb (الإنجليزية)
- باتي لوبون على موقع الموسوعة البريطانية (الإنجليزية)
- باتي لوبون على موقع ألو سيني (الفرنسية)
- باتي لوبون على موقع ميوزك برينز (الإنجليزية)
- باتي لوبون على موقع أول موفي (الإنجليزية)
- باتي لوبون على موقع قاعدة بيانات برودواي على الإنترنت (الإنجليزية)
- باتي لوبون على موقع قاعدة بيانات الأفلام السويدية (السويدية)
- باتي لوبون على موقع إن إن دي بي (الإنجليزية)
- باتي لوبون على موقع ديسكوغز (الإنجليزية)
- باتي لوبون على موقع قاعدة بيانات الفيلم (الإنجليزية)